# Günther Mast
Günther Mast (23 marzo 1971) è un ex sciatore alpino tedesco.

## Biografia
Mast, specialista delle prove tecniche originario di Enzklösterle, in Coppa del Mondo disputò due gare, gli slalom speciali di Lech del 20 dicembre 1994 e di Kitzbühel del 15 gennaio 1995, senza portarle a termine; prese per l'ultima volta il via in Coppa Europa il 16 febbraio 1997 a Missen nella medesima specialità, senza completare la prova, e si ritirò all'inizio della stagione 1998-1999: la sua ultima gara fu uno slalom speciale FIS disputato il 13 dicembre a Feldberg. Non prese parte a rassegne olimpiche o iridate.

## Palmarès

### Campionati tedeschi
- 2 medaglie[1]:
  - 2 argenti (slalom gigante nel 1993; slalom gigante nel 1995)